# Love is a Losing Game
"Love Is a Losing Game" (em português: O Amor É Um Jogo De Azar), é o quinto single lançado pela cantora inglesa Amy Winehouse para seu segundo álbum de estúdio Back to Black. A canção entrou na BBC Radio 1 em 7 de Novembro de 2007 como uma das últimas canções lançadas para a versão original do CD Back to Black.
Em 2008, diversos artistas fizeram covers desta canção, tais como Prince e Dionne Bromfield, o que permitiu que ela fosse listada como a 986ª na lista das 1000 canções mais regravadas de todos os tempos, sendo que Rehab foi listada em primeira posição. Para além do mais esta música é (possivelmente) dedicada ao seu ex-marido, de modo a que se possa ver o sofrimento de Amy.

## Videoclipes
Foram lançados dois vídeos alternados: um é um vídeo de montagens, que inclui pquenos vídeos de Amy em shows cantando a música, andando e até partes de clipes de outras músicas; o outro é totalmente ao vivo, tirado do DVD Ao Vivo em Londres I Told You I Was Trouble: Live in London.
No site de vídeos YouTube, Love is a Losing Game possui 74 milhões de visualizações na versão de montagem, e 7,4 milhões na versão ao vivo, e, somadas, alcançam 81 milhões de visualizações.

## Faixas
CD
1. "Love Is a Losing Game" 2:35
2. "Love Is a Losing Game" (Remix de Kardinal Beats) 3:22
3. "Love Is a Losing Game" (Remix de Moody Boyz, Original de Ruffian Badboy) 7:12
4. "Love Is a Losing Game" (Remix de Truth And Soul) 3:55
5. "Love Is a Losing Game" (Vídeo Aprimorado) 2:35

## Desempenho nas Paradas
| Paradas (2007)                      | Melhor posição |
| ----------------------------------- | -------------- |
| Europa - EURO 200                   | 82             |
| Itália - Parada de Singles          | 24             |
| Reino Unido - UK Singles Chart      | 46             |
| Reino Unido - Parada de Singles R&B | 6              |